# Rågsved (metropolitana di Stoccolma)
Rågsved è una stazione della metropolitana di Stoccolma.

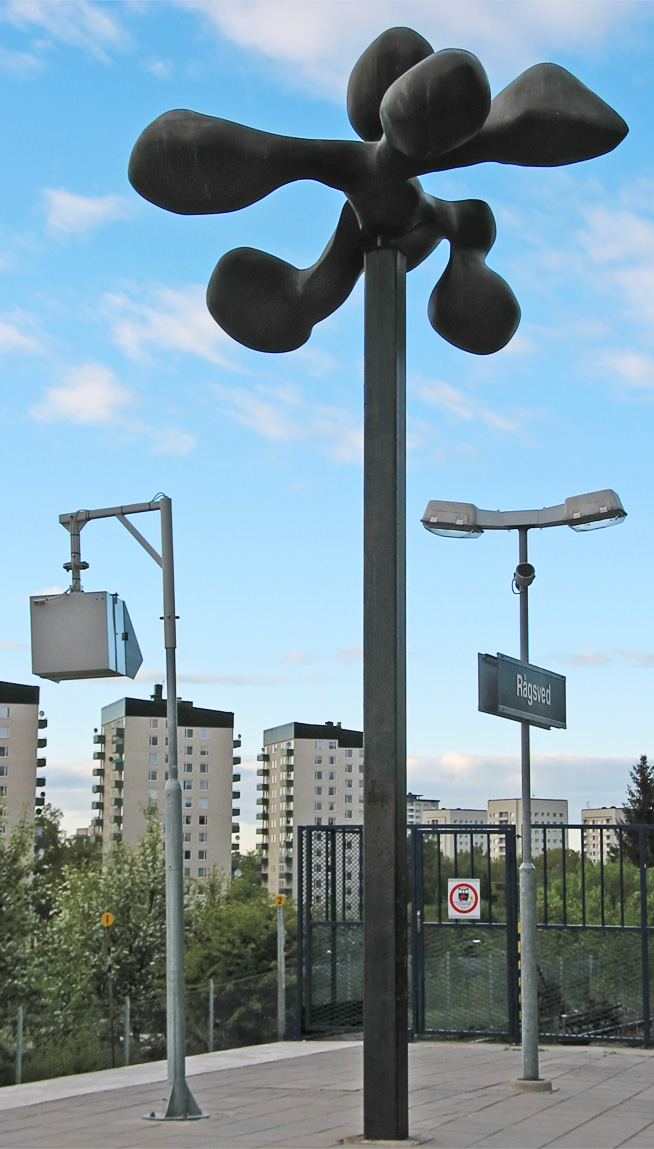
Fågel Grön

Situata presso l'omonimo quartiere, a sua volta incluso all'interno della circoscrizione di Enskede-Årsta-Vantör, la fermata è posizionata sul percorso della linea verde T19 della rete metroviaria locale tra la stazione di Högdalen e il capolinea di Hagsätra.
La sua apertura ufficiale ebbe luogo il 14 novembre 1959. Per poco più di un anno è stata capolinea di tratta: il 1º dicembre 1960 venne infatti inaugurata l'adiacente stazione di Hagsätra.
La piattaforma, collocata in superficie, è accessibile dalla strada Rågsvedsvägen. La stazione fu progettata dagli architetti Olov Blomkvist e Magnus Ahlgren, mentre sulla piattaforma stessa campeggia la scultura Fågel Grön, opera dell'artista Björn Selder datata 1983.
Il suo utilizzo medio quotidiano durante un normale giorno feriale è pari a 5.000 persone circa.

## Tempi di percorrenza
| Linea | Capolinea       | Tempo  | Stazione                                                  | Tempo                                     |
| T19   | Hagsätra        | 2 min  | Gullmarsplan Slussen Gamla stan T-Centralen Alvik Åkeshov | 13 min 17 min 18 min 21 min 34 min 41 min |
| T19   | Hässelby strand | 53 min | Gullmarsplan Slussen Gamla stan T-Centralen Alvik Åkeshov | 13 min 17 min 18 min 21 min 34 min 41 min |